# Fais gaffe à la gaffe !
Ne doit pas être confondu avec les albums Gaffe à Lagaffe ! et Faites gaffe à Lagaffe.
Pour plus de détails, voir Fiche technique et Distribution.
Fais gaffe à la gaffe ! est un  film français sorti en 1981, librement adapté de Gaston, célèbre bande dessinée d'André Franquin, avec de jeunes acteurs qui ont acquis au cours des années suivantes une forte notoriété avant de poursuivre des carrières remarquées.
Le film a pour particularité d'adapter les aventures de Gaston Lagaffe de manière officieuse. En effet, Franquin, qui ne souhaitait pas que sa bande dessinée soit portée au cinéma, a autorisé l'utilisation des gags et des  situations de Gaston, mais pas celui des noms des personnages. Les producteurs ont alors contourné ce refus en rebaptisant les personnages, tout en restituant les gags de manière fidèle. Gaston est renommé « G », Prunelle « Prunus » (Daniel Prevost), Mademoiselle Jeanne « Pénélope » (Marie-Anne Chazel) et M. De Mesmaeker « Mercantilos » (Marco Perrin). Le fameux gaffophone dessiné par André Franquin, fidèlement reproduit, est rebaptisé « la Gaffinette ».

## Synopsis
G. vient d'être renvoyé du grand magasin où il travaillait, à cause de ses nombreuses gaffes, lorsqu'un accident de voiture avec le grand éditeur Dumoulin lui permet d’intégrer sa maison d'édition afin de rembourser les dégâts causés.

## Fiche technique
- Réalisateur : Paul Boujenah
- Adaptation : Paul Boujenah et Francis Lax
- Dialogue : Francis Lax
- Musique : André Villeger et Patrick Artero
- Montage : Michel Lewin
- Décors : Jacques Bufnoir
- Directeur de production : Alain Darbon
- Production : Gérard Beytout
- Photo : Pierre Gautard
- Pays :  France
- Langue : Français
- Sortie cinéma (France): 1er avril 1981

## Distribution
- Roger Mirmont : G.
- Marie-Anne Chazel : Pénélope
- Daniel Prévost : Prunus
- François Maistre : Dumoulin
- Marco Perrin : Mercantilos
- Lorraine Bracco : Margaux la secrétaire
- France Rumilly : Mme Soto, la concierge de l'immeuble
- Francis Lax : L'agent de police
- Michel Boujenah : Le chauffeur de taxi
- Marc Chapiteau : Le pianiste de jazz